# Hecke-Operator
In der Mathematik versteht man unter Hecke-Operatoren bestimmte lineare Operatoren auf dem Vektorraum der ganzen Modulformen. Eingeführt wurden  diese Operatoren von Erich Hecke 1937. Ihre Bedeutung erhalten sie dadurch, dass bestimmte Modulformen simultane Eigenfunktionen zu allen Hecke-Operatoren sind und sich dadurch Schlüsse auf die Eigenschaften der Fourier-Koeffizienten dieser Funktionen ziehen lassen. Diese Modulformen werden auch Eigenformen genannt.
Die Hecke-Operatoren bilden eine Algebra, die Hecke-Algebra genannt wird (der Name wird allerdings auch für andere Algebren in verschiedenen Bereichen der Mathematik benutzt, die teilweise nur entfernte und nicht unmittelbar aus der Definition ersichtliche Verwandtschaft  besitzen) und ein kommutativer Ring ist.

## Definition
Es sei {\displaystyle M_{k}} der Vektorraum der ganzen Modulformen zum Gewicht k, die unter der Modulgruppe {\displaystyle \Gamma =SL_{2}(\mathbb {Z} )} transformieren.
Ein Hecke-Operator ist eine lineare Abbildung {\displaystyle T_{n}:M_{k}\rightarrow M_{k},n\in \mathbb {N} ,}
{\displaystyle (T_{n}f)(\tau )=n^{k-1}\sum _{d|n}d^{-k}\sum _{b=0}^{d-1}f\left({\frac {n\tau +bd}{d^{2}}}\right).}
Dabei ist {\displaystyle \tau } aus der oberen Halbebene ({\displaystyle \operatorname {Im} \tau >0}).
Für Primzahlen p reduziert sich dies auf
{\displaystyle (T_{p}f)(\tau )=p^{k-1}f(p\tau )+{\frac {1}{p}}\sum _{b=0}^{p-1}f\left({\frac {\tau +b}{p}}\right).}
Eine äquivalente Definition beschreibt die Wirkung von Hecke-Operatoren als eine Art Mittelbildung über Elemente {\displaystyle \left({\begin{smallmatrix}a&b\\c&d\end{smallmatrix}}\right)} der allgemeinen linearen Gruppe der ganzzahligen 2 × 2 Matrizen  {\displaystyle M_{m}} (Determinante m)  modulo der Modulgruppe {\displaystyle \Gamma } (gleich {\displaystyle M_{1}}, Determinante 1):
{\displaystyle T_{m}f(\tau )=m^{k-1}\sum _{\left({\begin{smallmatrix}a&b\\c&d\end{smallmatrix}}\right)\in \Gamma \backslash M_{m}}(c\,\tau +d)^{-k}f\left({\frac {a\,\tau +b}{c\tau +d}}\right),}
mit einer Modulform vom Grad k {\displaystyle f(z)}. Die vorherige Definition geht aus dieser hervor wenn man beachtet,  dass die Summe über ein Rechtsvertretersystem {\displaystyle \Gamma \backslash M_{m}} ausgeführt wird, und dieses gegeben ist durch die ganzzahligen 2 × 2 Matrizen {\displaystyle \left({\begin{smallmatrix}a&b\\c&d\end{smallmatrix}}\right)} mit Determinante {\displaystyle ad=m}, {\displaystyle d>0}, {\displaystyle c=0} und {\displaystyle b}, die modulo {\displaystyle d} definiert sind. Die Anzahl der Elemente im Rechtsvertretersystem ist gleich der Summe der Teiler {\displaystyle d} von {\displaystyle m}. Rechtsvertretersystem bezieht sich darauf, dass man die Rechtsmultiplikation der Wirkung von {\displaystyle \Gamma } in {\displaystyle M_{m}} betrachtete (mit {\displaystyle \Gamma M_{m}=M_{m}}).
Eine noch allgemeinere Definition des Hecke-Operators {\displaystyle T_{n}} wird zum Beispiel in Serre, A course in arithmetic gegeben, und benutzt den Zusammenhang von Modulfunktionen mit Gittern in der komplexen Ebene und ist an die obige Definition über einer Mittelung angelehnt als Summe über Untergitter eines Gitters vom Rang n. Hecke-Operatoren sind dann Abbildungen im Raum der Modulformen (die bestimmten Gittern zugeordnet sind), wenn vom Gitter auf ein Untergitter übergegangen wird.

## Eigenschaften und Anwendungen
Hecke-Operatoren kommutieren miteinander und es gilt {\displaystyle T_{m}\,T_{n}=T_{mn}} im Fall, dass der größte gemeinsame Teiler von m und n gleich 1 ist ({\displaystyle ggT(m,n)=1}). In diesem Fall ist der Hecke-Operator zahlentheoretisch eine multiplikative Funktion.
Die Hecke-Operatoren bilden {\displaystyle M_{k}} in sich ab, d. h. {\displaystyle T_{n}f} ist wieder eine ganze Modulform zum Gewicht k, insbesondere bilden sie Spitzenformen, d. h. Modulformen mit einer Nullstelle bei {\displaystyle \tau =\infty }, wieder auf Spitzenformen ab (für sie gilt für den nullten Fourierkoeffizienten {\displaystyle \alpha _{f}(0)=0}).
{\displaystyle f\in M_{k}} hat die Fourier-Entwicklung {\displaystyle f(\tau )=\sum \limits _{m=0}^{\infty }\alpha _{f}(m)e^{2\pi im\tau }}. Dann hat {\displaystyle T_{n}f} eine Fourier-Entwicklung
{\displaystyle (T_{n}f)(\tau )=\sum \limits _{m=0}^{\infty }\gamma _{n}(m)e^{2\pi im\tau }} mit
{\displaystyle \gamma _{n}(m)=\sum \limits _{d>0,d|(n,m)}d^{k-1}\alpha _{f}\left({\frac {mn}{d^{2}}}\right).}
Man nennt die Funktion f eine simultane Eigenform (Hecke-Eigenform), wenn f Eigenform zu allen Hecke-Operatoren ist, in diesem Fall sind die Eigenwerte so normalisierbar, dass der erste Eigenwert gleich 1 ist:
{\displaystyle \lambda _{f}(n)=\left.{\frac {\alpha _{f}(n)}{\alpha _{f}(1)}}\right.}.
und es gilt:
{\displaystyle T_{m}f=\lambda _{m}f,\quad \lambda _{m}\lambda _{n}=\sum _{d>0,d|(m,n)}d^{k-1}\lambda _{mn/d^{2}},\ m,n\geq 1.}
mit {\displaystyle \lambda _{1}=1}. Das heißt, dass bei einer Hecke-Eigenform die Fourierkoeffizienten als Eigenwerte der Hecke-Operatoren gegeben sind und sie somit durch die Hecke-Operatoren eindeutig festgelegt wird. Eine solche Hecke-Eigenform existiert, da die Hecke-Operatoren untereinander kommutieren.
Der Vektorraum der Spitzenformen (der sich zu einem Hilbert-Raum über das Petersson-Skalarprodukt machen lässt) besitzt sogar eine Basis aus simultanen Eigenfunktionen zum Operator {\displaystyle T_{n}}
Wählt man zum Beispiel die Diskriminante {\displaystyle \Delta }, die bis auf einen konstanten Faktor einzige Spitzenform vom Gewicht 12:
{\displaystyle T_{n}\Delta =\tau (n)\cdot \Delta } für alle {\displaystyle n\in \mathbb {N} }
und für ihre Fourier-Koeffizienten {\displaystyle \tau (n)}, die Ramanujansche tau-Funktion, gilt:
{\displaystyle \tau (m)\tau (n)=\sum \limits _{d|(m,n)}d^{11}\tau \left({\frac {mn}{d^{2}}}\right).}
Speziell für teilerfremde m,n ist also {\displaystyle \tau (m)\tau (n)=\tau (mn)}, d. h. die zahlentheoretische Funktion {\displaystyle \tau (n)} ist multiplikativ.
Die einzigen Nicht-Spitzenformen, die simultane Eigenformen zu allen Hecke-Operatoren sind, sind die normalisierten Eisensteinreihen
{\displaystyle f(\tau )=\left.{\frac {(2k-1)!}{2(2\pi i)^{2k}}}G_{2k}(\tau )\right..}
Für die Fourier-Koeffizienten der Eisensteinreihen, die als wesentlichen Bestandteil die Teilerfunktion {\displaystyle \sigma _{k}} haben, ergibt sich:
{\displaystyle \sigma _{2k-1}(n)\sigma _{2k-1}(m)=\sum \limits _{d|(m,n)}d^{2k-1}\sigma _{2k-1}\left({\frac {mn}{d^{2}}}\right)}
und für teilerfremde m,n reduziert sich dies wieder auf {\displaystyle \sigma _{2k-1}(n)\sigma _{2k-1}(m)=\sigma _{2k-1}(mn)}, d. h. auch die zahlentheoretische Funktion {\displaystyle \sigma _{2k-1}} ist multiplikativ.
Hecke-Operatoren haben noch viele weitere Anwendungen in der Zahlentheorie. Die Eichler-Selberg-Spurformel (nach Martin Eichler, Atle Selberg), wobei mit Spur die Summe der Eigenwerte der Wirkung von Hecke-Operatoren im Raum der Spitzenformen gemeint ist, wurde von Eichler und Selberg dazu benutzt Beziehungen zwischen den Hurwitz-Klassenzahlen binärer quadratischer Formen negativer Diskriminante abzuleiten. Solche Klassenzahlrelationen bewies zuerst Adolf Hurwitz 1885, weshalb sie nach ihm benannt sind. Hecke-Eigenformen spielen auch eine zentrale Rolle in der Serre-Vermutung.

## Atkin-Lehner-Theorie
Der Raum der Spitzenformen ist bezüglich des Petersson-Skalarprodukts ein Hilbertraum (er besitzt also ein Orthonormalsystem als Basis) und es ist häufig nützlich eine Basis von simultanen Eigenformen der Hecke-Operatoren zu finden, was aber nicht für alle Räume von Modulformen möglich ist (hier werden auch Modulformen zu Kongruenzuntergruppen betrachtet, in der Einleitung wurde die volle Modulgruppe betrachtet). A. O. L. Atkin und Joseph Lehner entwickelten aber 1970 für Modulformen von {\displaystyle \Gamma _{0}(N)} (später auch auf andere Transformationsgruppen erweitert), durch gleichzeitige Betrachtung der Räume für verschiedene Stufen N, eine Möglichkeit, dass für den Unterraum der sogenannten Neuformen (New Forms, primitive Formen) zu erreichen (Atkin-Lehner-Theorie). Zu diesen Neuformen orthogonale Formen heißen Altformen (Old Forms).
Betrachtet wird zum Beispiel die Kongruenzuntergruppe der Modulgruppe:
{\displaystyle \Gamma _{0}(N)=\left\{{\begin{pmatrix}a&b\\c&d\end{pmatrix}}\in {\text{SL}}(2,\mathbf {Z} ):c\equiv 0{\pmod {N}}\right\}}
und zusätzlich die ineinander verschachtelten Untergruppen, die sich ergeben, wenn {\displaystyle \Gamma _{0}(M)} betrachtet werden, wobei {\displaystyle M} ein Teiler von {\displaystyle N=M\cdot h} ist. Der Raum der Spitzenformen zu {\displaystyle \Gamma _{0}(M)} ist dann ein Unterraum des Raums der Spitzenformen von {\displaystyle \Gamma _{0}(N)} mit der Inklusionsabbildung:
{\displaystyle S_{k}(\Gamma _{0}(M))\times S_{k}(\Gamma _{0}(M))\to S_{k}(\Gamma _{0}(N)\,\,\colon \,\,(f(z),g(z))\to f(z)+g(z^{h})}
Als Altform bezeichnet man alle Modulformen der Stufe N, die durch diese Inklusionsabbildung aus Modulformen der Stufen {\displaystyle {\frac {N}{p}}} entstehen, wobei p alle Primzahlen durchläuft, die N teilen. Neuformen sind das orthogonale Komplement dazu bezüglich des Petersson-Skalarprodukts. Diese werden manchmal auch primitive Modulformen genannt.
Im Hilbertraum (mit Petersson-Skalarprodukt als innerem Produkt) der zugehörigen Spitzenformen (zu einem bestimmten Nebentypus und Gewicht) sind die Hecke-Operatoren {\displaystyle T_{p}} für p, die die Stufe N nicht teilen, selbstadjungiert. Speziell gilt das für die Neuformen, die außerdem unter der Operation dieser Hecke-Operatoren auf sich abgebildet werden (ebenso wie die Altformen). Man kann also eine orthogonale Basis bezüglich des Petersson-Skalarprodukts von simultanen Eigenformen zu allen Hecke-Operatoren im Raum der Neuformen bilden. Falls zu viele Altformen vorhanden sind, lässt sich das aber nicht auf den ganzen Raum der Modulformen ausdehnen. Im Fall von N=1 existieren keine Primzahlteiler, und es gibt keine Altformen und somit eine Basis simultaner Eigenformen für den ganzen Raum. Im Fall von k=2 gibt es keine nichtverschwindende Spitzenform für die volle Modulgruppe (N=1) und somit für N=p nur Neuformen, hier ist also auch die Existenz einer Basis von Eigenformen für den ganzen Raum sichergestellt.

## Zusammenhang von Modulformen und Dirichletreihen (Hecke L-Reihen)
Sei {\displaystyle f(z)} eine Modulform vom Gewicht 2 k (mit {\displaystyle k>0}) und Fourierkoeffizienten {\displaystyle a(n)}:
{\displaystyle f(z)=\sum _{n=1}^{\infty }a(n)q^{n}}
die Eigenfunktion aller Hecke-Operatoren {\displaystyle T_{n}} ist ({\displaystyle n\geq 1}):
{\displaystyle T_{n}f(z)=\lambda (n)T(n)}
man kann sie auf {\displaystyle a(1)=1} normalisieren und zeigen, dass {\displaystyle a(n)=\lambda (n)} für {\displaystyle n>1}.
Zwei normalisierte Modulfunktionen mit denselben Eigenwerten der Hecke-Operatoren sind identisch. Für die Fourierkoeffizienten {\displaystyle a(n)} gilt:
{\displaystyle a(n)\,a(m)=a(n\,m)} falls ggT (n, m) =1.
{\displaystyle a(p)\,a(p^{m})=a(p^{m+1})+p^{2k-1}\,a(p^{m-1})} (für prime p)
da die Fourierkoeffizienten dieselben Identitäten wie die Hecke-Operatoren erfüllen.
Hecke erkannte, dass sich mit den Fourierkoeffizienten einer Modulform eine L-Reihe (Dirichletreihe) bilden lässt:
{\displaystyle L_{f}(s)=\sum _{n=1}^{\infty }{\frac {a(n)}{n^{s}}}}
mit komplexen Zahlen {\displaystyle s}, sie konvergiert absolut für {\displaystyle Re(s)>2k} und lässt sich nach Hecke analytisch zu einer meromorphen Funktion in der gesamten komplexen Ebene fortsetzen (ist die Modulform eine Spitzenform ist die Fortsetzung sogar holomorph).
Sie erfüllt eine Euler-Produktformel:
{\displaystyle L_{f}(s)=\prod _{p\ {\rm {prim}}}{\frac {1}{1-a(p)\,p^{-s}+p^{2k-1-2s}}}}
Dies folgt aus den oben angegebenen Produktformeln für die Fourierkoeffizienten (und umgekehrt aus der Euler-Produktformel die Koeffizienten-Produktformel).
Die mit der Gammafunktion gebildete Funktion
{\displaystyle X_{f}(s)={\frac {1}{{(2\pi )}^{s}}}\Gamma (s)L_{f}(s)}
erfüllt eine Funktionalgleichung:
{\displaystyle X_{f}(s)={(-1)}^{k}\,X_{f}(2k-s)}
Zum Beweis benutzt man das Verhalten der Modulform bei Inversion
{\displaystyle f(-{\frac {1}{z}})=z^{2k}f(z)}
und die Mellintransformation der Modulform.
Hecke bewies, dass jede Dirichletreihe, die eine Funktionalgleichung und Euler-Produktentwicklung obiger Form besitzt und einige Regularitäts- und Wachstumsbedingungen erfüllt, von einer Modulform mit Gewicht 2k ableitbar ist. Außerdem ist diese Modulform genau dann simultane Eigenfunktion der Hecke-Operatoren, wenn sie obige Euler-Produktformel erfüllt.
Der Zusammenhang von Modulformen und Dirichletreihen heißt auch Hecke-Korrespondenz. Beim Namen Hecke L-Reihe ist zu beachten, dass es auch noch weitere davon verschiedene Hecke L-Reihen gibt, die mit Verallgemeinerungen der Dirichlet-Charaktere (Größencharaktere nach Hecke) ähnlich wie Dirichlet-L-Reihen gebildet werden.